# Schloss Hecklingen

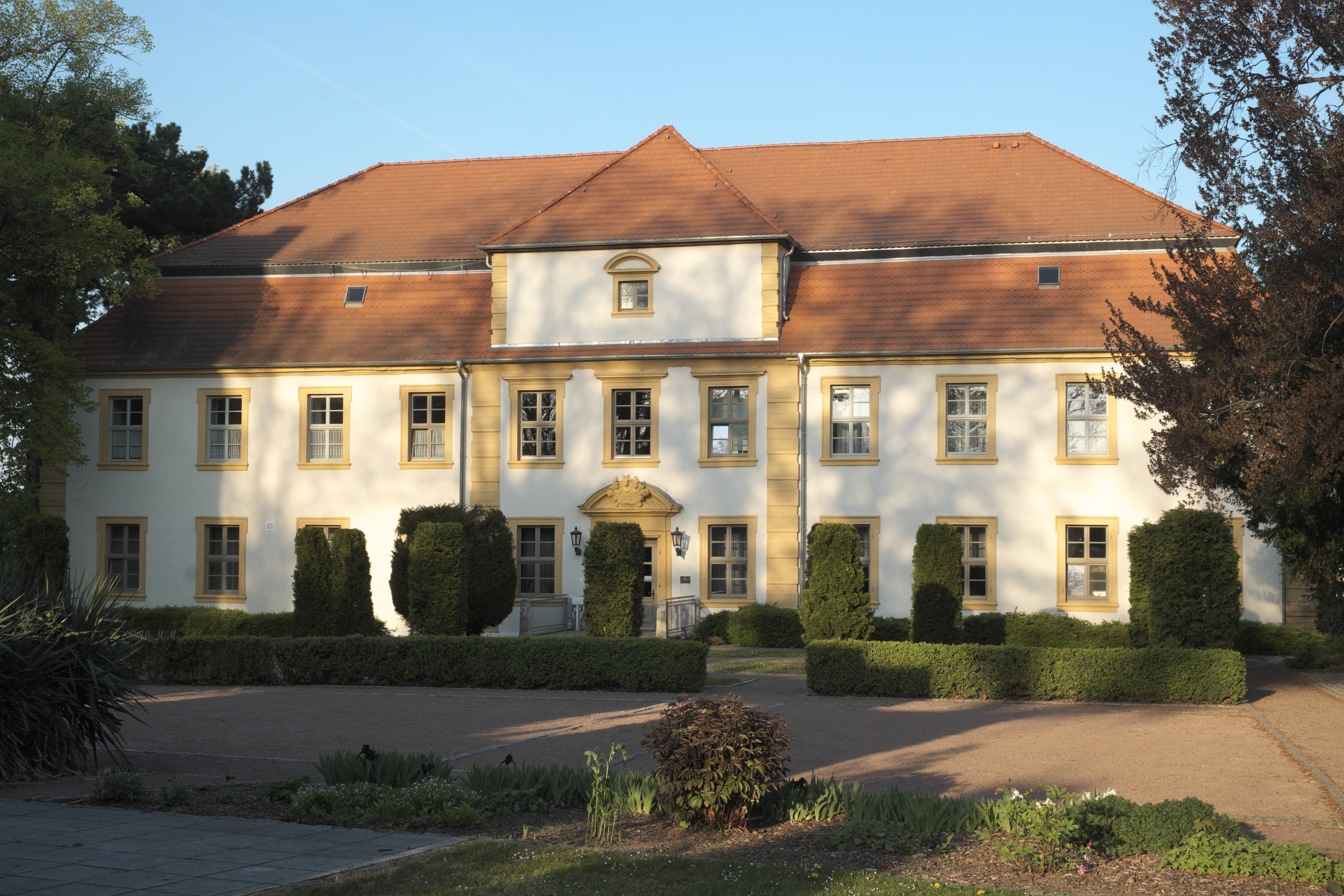
Schloss Hecklingen

Das Schloss Hecklingen, auch Gutshaus Hecklingen oder Stadtschloss genannt, ist ein denkmalgeschütztes Bauwerk in Hecklingen im Salzlandkreis in Sachsen-Anhalt. Im örtlichen Denkmalverzeichnis ist das Schloss unter der Erfassungsnummer 094 10120 als Baudenkmal verzeichnet. Die teilweise überbaute Burganlage unter dem Schloss ist unter der Erfassungsnummer 428310105 als Bodendenkmal ausgewiesen.

## Geschichte
Auf dem Gelände des heutigen Schlosses stand 1559 ein Wirtschaftshof des säkularisierten Benediktinerinnen- und später Augustinerinnen-Kloster Hecklingen, der aus einer mittelalterlichen Burganlage hervorging. Das Kloster Hecklingen wurde in einer Bulle an Papst Innozenz II. aus dem Jahre 1140 ersterwähnt und kam nach der Reformation und dem Tod der letzten Nonne in den Besitz der Herzöge von Anhalt. 1571 erwarb Christoph von Trotha das Gelände samt Gebäude von Fürst Joachim Ernst von Anhalt. 1617 ließ Wolf-Friedrich von Trotha unter Einbeziehung eines Klostergebäudes ein Schloss bauen. Es entstanden der Renaissanceflügel mit dem kleinen Turm. Der Barockflügel mit seinen elf Achsen und mit dem Festsaal entstand unter Thilo Lebrecht von Trotha im Jahr 1721. 1757 wurde dem Gebäude ein zweigeschossiger Barockanbau hinzugefügt. Der Hauptflügel wurde 1887 erneuert. Fast 350 Jahr befand sich das Schloss im Besitz der Familie von Trotha, bis diese durch die Bodenreform in der Sowjetischen Besatzungszone im Jahr 1945 enteignet wurde. Fritz von Trotha wurde verhaftet und starb 1947 im sowjetischen Speziallager Buchenwald. Das Schloss wurde als Pflegeheim genutzt und es entstanden Wohnungen in ihm. Heute wird das Gebäude als Hotel genutzt.
Die Familie von Trotha verfügte bis 1850 auch über die Gerichtsbarkeit über Hecklingen und Gänsefurth und verwaltete diese im Patrimonialgericht Hecklingen und Gänsefurth. Sowohl das Mannlehn-Rittergut Hecklingen als auch das Mannlehn-Rittergut Gänsefurth waren landtagsfähige Rittergüter und berechtigte zur Teilnahme am Landtag.

## Beschreibung
Das Eingangsportal mit vorgelegter Treppe befindet sich auf der Hofseite. Im Inneren befindet sich ein weiträumiges Treppenhaus. Der Festsaal von 1721 im ersten Obergeschoss, „Spiegelsaal“, ist reichlich mit Stuckornamenten und Deckenmalereien verziert und kann heute (Stand 2015) für Veranstaltungen genutzt werden. Der Seitenflügel mit seinem Treppenturm zur Hofseite hat an der Stirnseite einen Standerker und Renaissancefenster.

## Lage
Das Schloss befindet sich unter der Adresse Hugo-Gast-Siedlung 4 in der Mitte der Stadt. Westlich ist die Kirche St. Georg und Pancratius, die ebenfalls zur Klosteranlage gehörte. Südlich und östlich fließt der Fluss Der Beek, der im Mühlengraben und schließlich in der Bode mündet. Der zum Schloss gehörende Park befindet sich südwestlich des Bauwerkes.